# Palazzo Barbaran da Porto

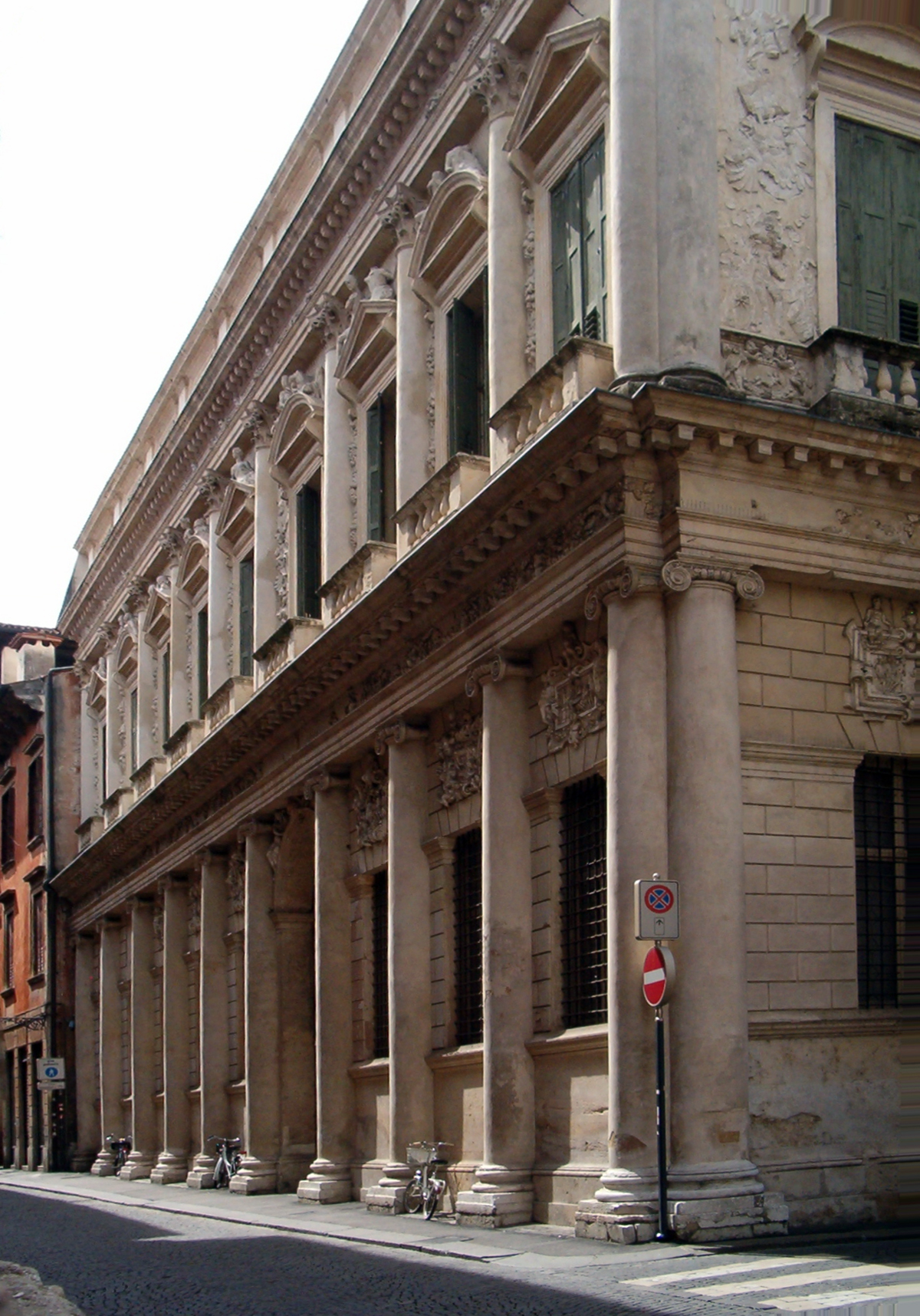
Fachada do Palazzo Barbaran da Porto.

| Imagem: Cidade de Vicenza e Villas de Palladio no Véneto | O Palazzo Barbaran da Porto está incluído no sítio "Cidade de Vicenza e Villas de Palladio no Véneto", Património Mundial da UNESCO. |  |

O Palazzo Barbaran da Porto é um edifício realizado em Vicenza, entre 1570 e 1575, pelo arquitecto Andrea Palladio. Actualmente, é sede do Museu Palladio e do Centro Internacional de Estudos de Arquitectura Andrea Palladio (CISA).
Está incluído, desde 1994, com as outras obras arquitectónicas de Palladio em Vicenza, na lista do Património da Humanidade da UNESCO como fazendo parte do sítio Cidade de Vicenza e Villas de Palladio no Véneto.

## História

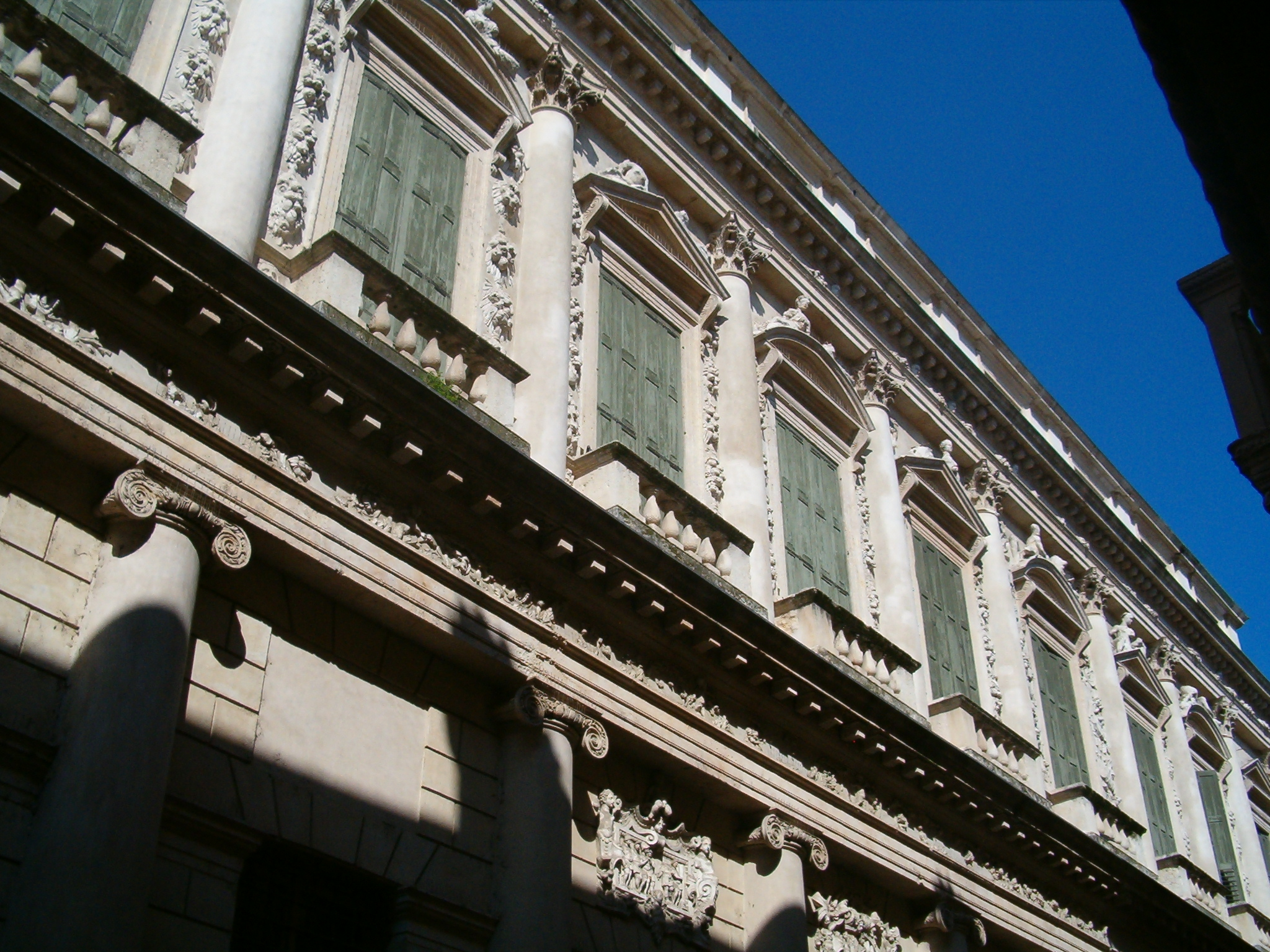
Detalhe da fachada.

A faustosa residência para o nobre vicentino Montano Barbarano é o único grande palácio de cidade que Andrea Palladio conseguiu realizar integralmente. Como testemunho dos interesses culturais do cliente, na sua História de Vicenza, de 1591, Iacopo Marzari recorda Montano Barbarano como de belas letras e m´sico excelentíssimo, no inventário de 1592 figuram diversas flautas, que confirmam a existência no palácio duma intensa actividade musical.
Existem pelo menos três diferentes projectos autografados (conservados em Londres) que documentam hipóteses alternativas para a planimetria do edifício, bem diferentes da solução realizada, testemunhando um complexo processo de desenho. Barbarano pediu, de facto, a Palladio que tivesse em conta a existênca de várias casas pertencentes à sua família já presentes na área do novo palácio e, com o projecto já definido, adquiriu uma outra casa adjacente, com o objectivo de dar simetria à posição do portão de entrada. De qualquer modo, as restrições impostas pelo sítio e por um cliente exigente deram ocasião a soluções corajosas e refinadas: a intervenção palladiana é magistral, elaborando um sofisticado projecto de "restauro" que funde as diversas pré-existências num edifício unitário.
Em 1998, depois duma obra de restauro que durou vinte anos, ao cuidado da superintendência véneta, o palácio foi reaberto ao público . A actividade expositiva teve início em Março de 1999.

## Descrição

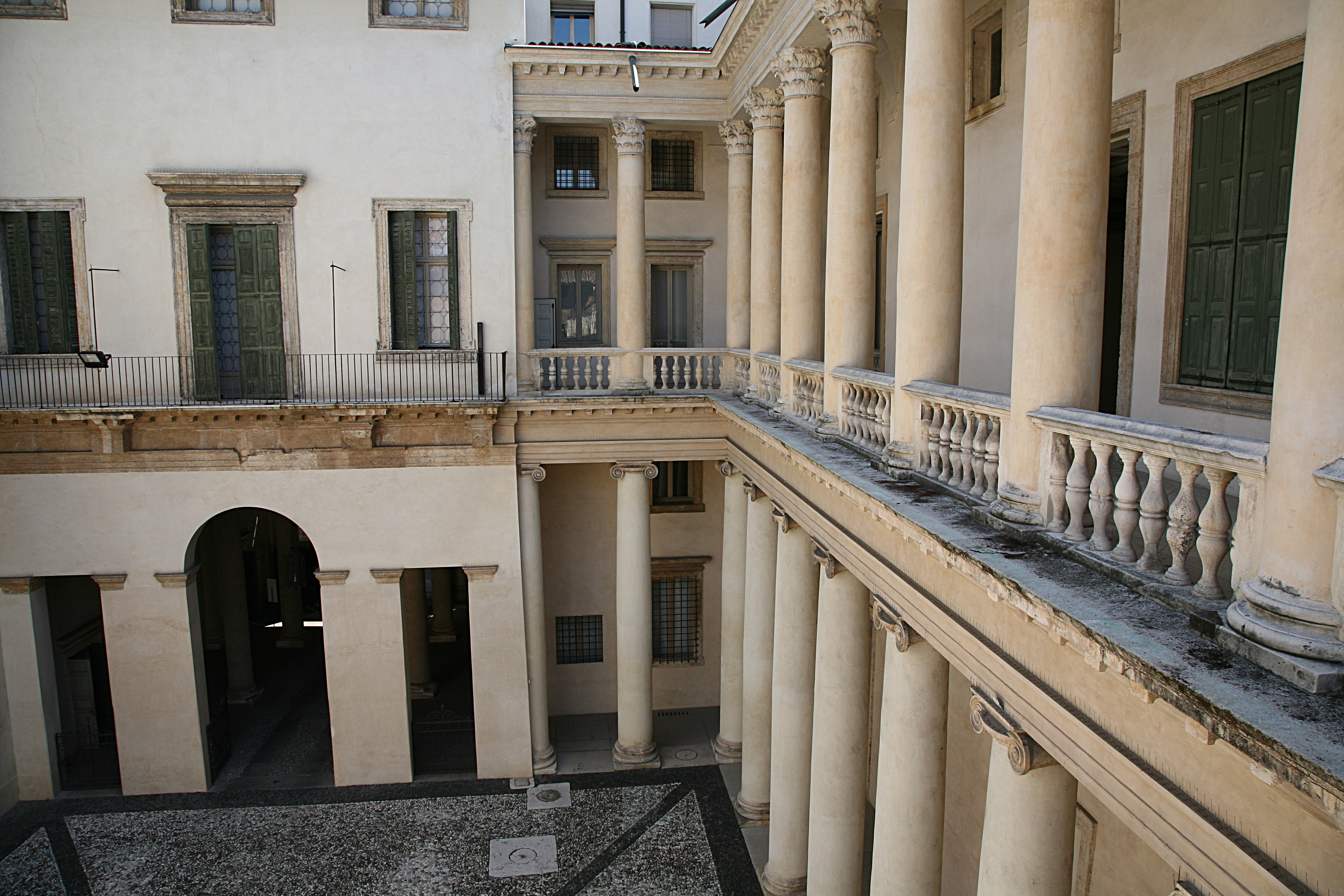
Aspecto do pátio interior.

No piso térreo, um magnífico átrio com quatro colunas junta-se com as duas unidades construtivas preexistentes. Ao realizá-lo, Palladio é chamado a resolver dois problemas: o estático, para suportar o pavimento do grande salão no andar nobre (piano nobile), e o compositivo, para restituir uma aparência simétrica a um ambiente penalizado pelo andamento oblíquo dos muros perimetrais das casas preexistentes. Com base no modelo das alas do Teatro de Marcelo em Roma, Palladio repartiu o ambiente em três naves, dispondo ao centro quatro colunas jónicas que lhe permitiram reduzir a largura dos vãos dos cruzeiros centrais, apoiadas por abóbadas de berço laterais. Põe, assim, em obra uma estática muito eficiente, capaz de suportar sem dificuldade o pavimento do salão situado acima.

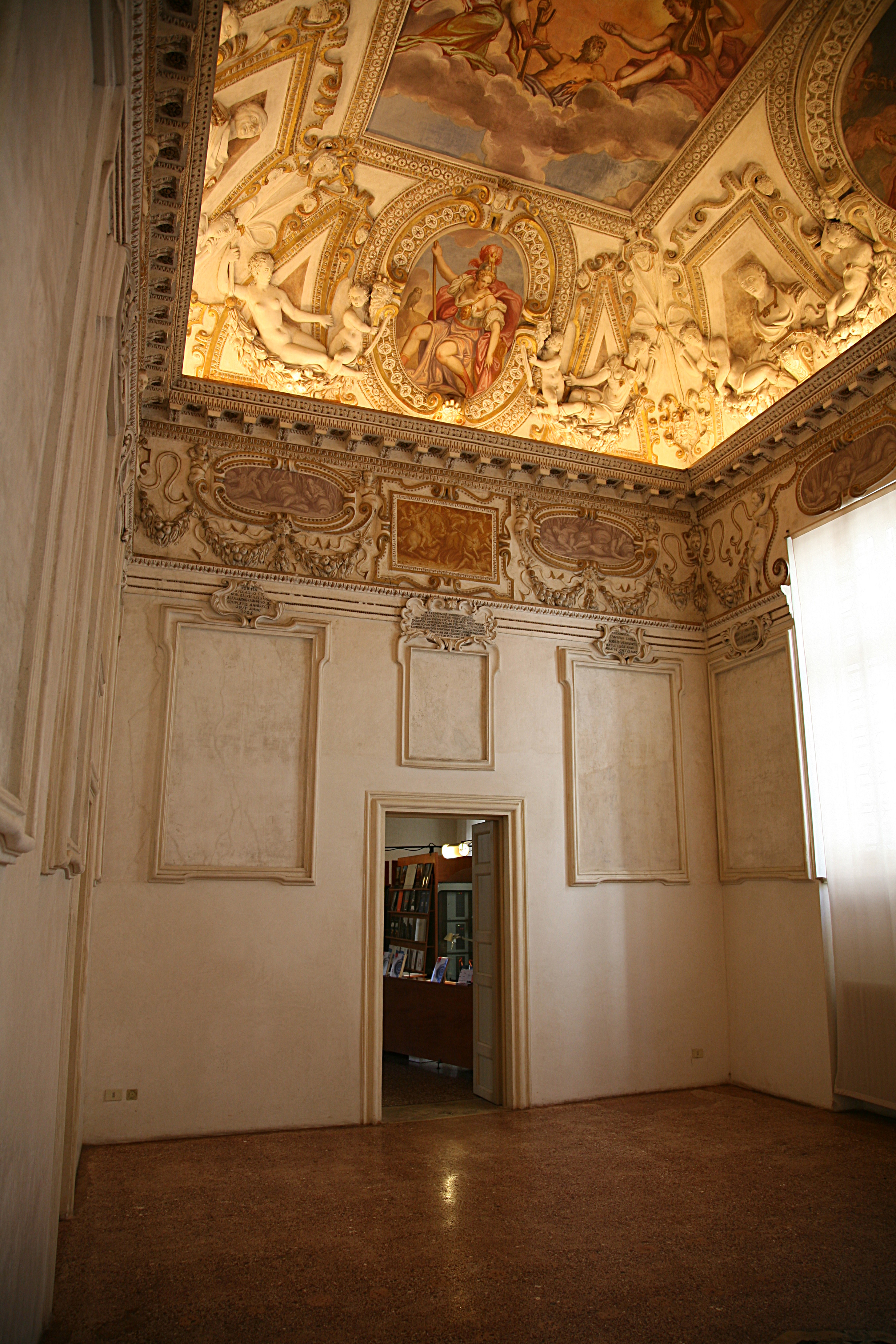
Aspecto da decoração interior.

As colunas centrais estão, pois, ligadas aos muros perimetrais por fragmentos de entablamento rectilíneo, que absorvem a irregularidade planimétrica do átrio: realiza-se, assim, uma espécie de sistema de serlianas, um truque conceptualmente semelhante ao usado nas loggias da Basilica Palladiana. Também o tipo insólito de capitel  jónico — derivado do Templo de Saturno no Fórum Romano — foi adoptado porque permite mascarar as leves mas significativas rotações necessárias para alinhar colunas e semicolunas.

## Decoração
Na decoração do palácio, Montano Barbarano envolveu várias vezes alguns dos grandes artistas do seu tempo: Battista Zelotti, que já interviera anteriormente nos espaços palladianos da Villa Emo, em Fanzolo, Anselmo Canera e Andrea Michieli, dito o Vicentino; os estuques foram confiados a Lorenzo Rubini, autor nos mesmos anos da decoração exterior do Palazzo del Capitaniato, e, depois da sua morte ocorrida em 1574, ao seu filho,  Agostino Rubini.
O resultado é um palácio sumptuoso capaz de rivalizar com as residências das famílias Thiene, Porto e Valmarana, permitindo ao seu promotor representar-se na cidade como um expoente de ponta da elite cultural vicentina.

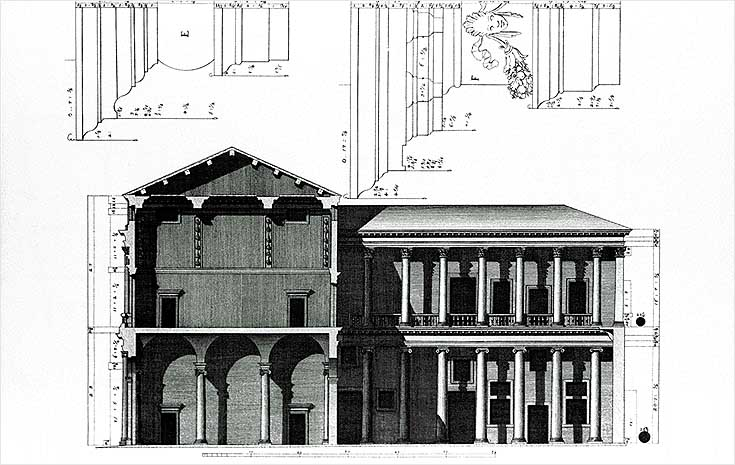
Secção do palácio, por Ottavio Bertotti Scamozzi, 1776
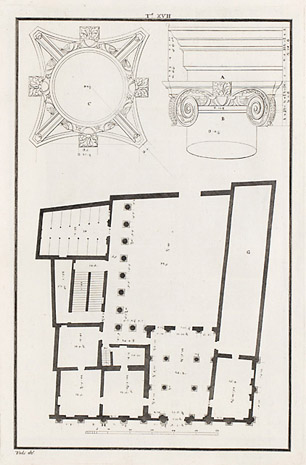
Planta e relevo dos capitéis jónicos, por Ottavio Bertotti Scamozzi, 1776
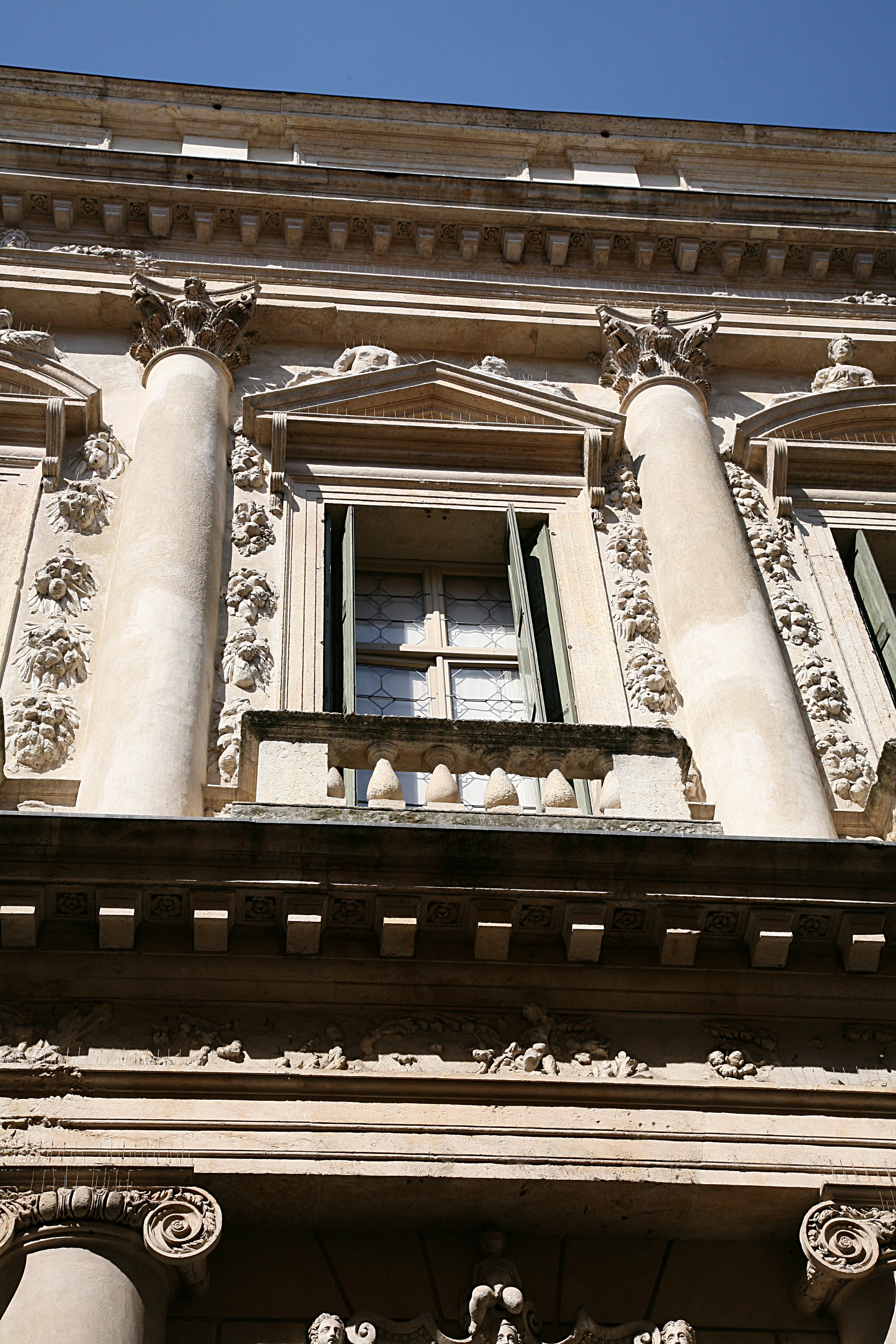
Janela da fachada
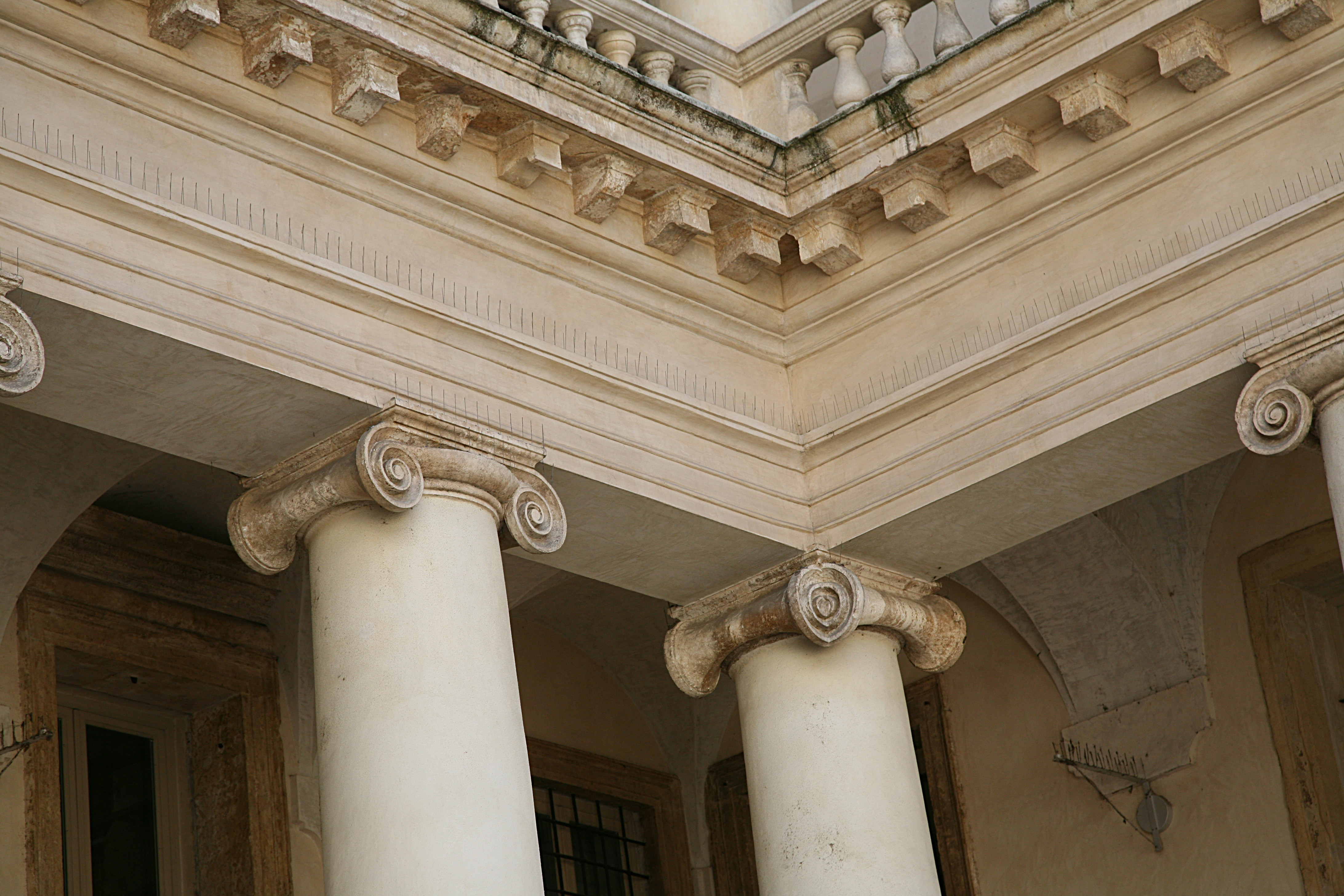
Detalhe do entablamento com capitéis jónicos
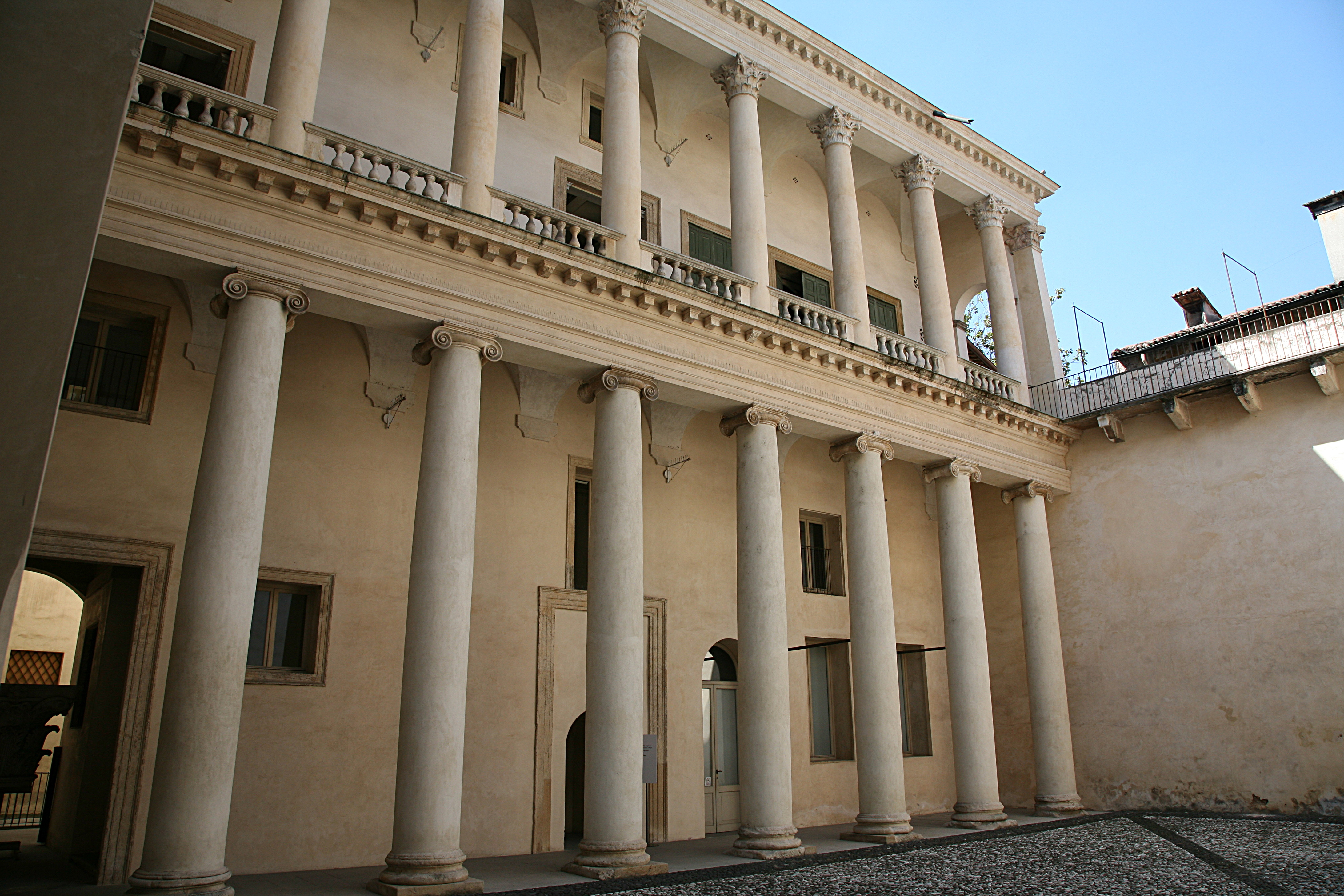
Loggia no pátio interno